# 角屋龍太
角屋 龍太（かどや りゅうた、1990年10月18日 - ）は、岐阜県岐阜市出身の元プロ野球選手（投手）。右投右打。

## 来歴

### プロ入り前
小学4年から加納東スポーツ少年団で野球を始める。富田高校では、1学年先輩であった東明大貴の後を継ぐ形で2年から投手に転向した。
その後、名城大学を経てジェイプロジェクトに入社。同社の経営する名古屋市内の飲食店で厨房の調理担当として勤務するかたわら、ヤマハの補強選手として第86回都市対抗野球大会に出場した。
2015年のプロ野球ドラフト会議で、オリックス・バファローズから8巡目で指名。契約金2,000万円、年俸700万円（金額は推定）という条件で入団した。入団当初の背番号は58で、入団を機に、再び東明のチームメイトになった。

### オリックス時代
2016年には、一軍公式戦開幕直後の4月5日に、対東北楽天ゴールデンイーグルス戦（京セラドーム大阪）で一軍デビュー。ビハインドの展開で6回表から救援投手として登板し、2イニングを無失点に抑えた。しかし、2回目の救援登板になった4月9日の対福岡ソフトバンクホークス戦（鹿児島県立鴨池野球場）では、1アウトしか奪えず3失点を喫した。4月14日に出場選手登録を抹消されてからは、右足首の亜脱臼などの故障が続いた影響で、一軍へ復帰できないままシーズンを終了。ウエスタン・リーグ公式戦でも、15試合の登板で、0勝2敗、防御率7.79にとどまった。シーズン終了後には、支配下選手契約の解除通告（10月2日）を経て、11月30日に育成選手として再契約に至った。背番号は123。
2017年には、4月1日から7月30日まで、ベースボール・チャレンジ・リーグの福井ミラクルエレファンツへ派遣された。福井での背番号は15で、リーグ戦では前期のみの在籍ながら35試合の登板で2勝3敗1セーブ、防御率3.18という成績を残した。前期終了後の8月1日付でオリックスに育成選手として復帰したが、シーズン中における育成契約から支配下選手契約への変更期間が前日（7月30日）で終了したため、一軍公式戦への登板には至らず、二軍公式戦は2試合の登板で0勝0敗、防御率13.50に終わった。そして10月2日に球団から戦力外通告を受けた。10月31日、自由契約公示された。

### 現役引退後
2018年はオリックスの打撃投手を務めた。
2020年から名古屋市内にあるポルシェセンターでセールスコンサルタントとして勤務している。

## 選手としての特徴・人物
ストレートは最速148km/hで、腕を振って投げる救援向きのスタイル。変化球はカットボール・フォーク等を有する。
アマチュア時代は自家用車を所有していなかったが、オリックスへの入団を機に、「自分にプレッシャーをかける」として契約金の一部でベンツC180（500万円相当）を購入。2016年1月には、ベンツを運転して選手寮の「青濤館」へ入寮したため、居合わせた報道陣から注目された。

## 詳細情報

### 年度別投手成績
| 年 度     | 球 団      | 登 板 | 先 発 | 完 投 | 完 封 | 無 四 球 | 勝 利 | 敗 戦 | セ 丨 ブ | ホ 丨 ル ド | 勝 率 | 打 者 | 投 球 回 | 被 安 打 | 被 本 塁 打 | 与 四 球 | 敬 遠 | 与 死 球 | 奪 三 振 | 暴 投 | ボ 丨 ク | 失 点 | 自 責 点 | 防 御 率 | W H I P |
| --------- | ---------- | ----- | ----- | ----- | ----- | -------- | ----- | ----- | -------- | ----------- | ----- | ----- | -------- | -------- | ----------- | -------- | ----- | -------- | -------- | ----- | -------- | ----- | -------- | -------- | ------- |
| 2016      | オリックス | 2     | 0     | 0     | 0     | 0        | 0     | 0     | 0        | 0           | ----  | 16    | 2.1      | 5        | 1           | 4        | 0     | 0        | 1        | 0     | 0        | 3     | 3        | 11.57    | 3.86    |
| 通算：1年 | 通算：1年  | 2     | 0     | 0     | 0     | 0        | 0     | 0     | 0        | 0           | ----  | 16    | 2.1      | 5        | 1           | 4        | 0     | 0        | 1        | 0     | 0        | 3     | 3        | 11.57    | 3.86    |

### 記録
- 初登板：2016年4月5日、対東北楽天ゴールデンイーグルス1回戦（京セラドーム大阪）、6回表に3番手で救援登板、2回無失点
- 初奪三振：2016年4月9日、対福岡ソフトバンクホークス1回戦（鹿児島県立鴨池野球場）、6回裏に今宮健太から空振り三振

### 独立リーグでの投手成績
| 年 度     | 球 団     | 登 板 | 完 投 | 勝 利 | 敗 戦 | セ 丨 ブ | 勝 率 | 投 球 回 | 打 者 | 被 安 打 | 被 本 塁 打 | 与 四 球 | 与 死 球 | 奪 三 振 | 暴 投 | ボ 丨 ク | 失 点 | 自 責 点 | 防 御 率 | W H I P |
| --------- | --------- | ----- | ----- | ----- | ----- | -------- | ----- | -------- | ----- | -------- | ----------- | -------- | -------- | -------- | ----- | -------- | ----- | -------- | -------- | ------- |
| 2017      | 福井      | 35    | 0     | 2     | 3     | 1        | .400  | 51.0     | 211   | 43       | 4           | 20       | 2        | 36       | 2     | 2        | 24    | 18       | 3.18     | 1.24    |
| 通算：1年 | 通算：1年 | 35    | 0     | 2     | 3     | 1        | .400  | 51.0     | 211   | 43       | 4           | 20       | 2        | 36       | 2     | 2        | 24    | 18       | 3.18     | 1.24    |

### 背番号
- 58 （2016年）
- 123 （2017年）
- 105 （2018年）
- 15 （2017年）※福井での背番号

## 過去の出演

### テレビ
- 歩道・車道バラエティ 道との遭遇（CBCテレビ、2025年3月25日）「軽トラ女子・三田」番外編  ポルシェで名古屋近辺を走ってみたの回